# 希爾斯伯勒 (新罕布什爾州)
希爾斯伯勒（英語：Hillsborough）是一個位於美國新罕布什爾州希爾斯波羅縣的鎮。

## 人口
根據2020年美國人口普查的數據，希爾斯伯勒的面積為115.80平方千米，當中陸地面積為113.20平方千米，而水域面積為2.60平方千米。當地共有人口5939人，而人口密度為每平方千米51人。